# 허천군
허천군(虛川郡)은 조선민주주의인민공화국 함경남도의 동북부에 위치하는 군이다.

## 지리
내륙에 위치하고 군역의 대부분은 산지이다. 부전령산맥과 검덕산맥이 군을 지나고 가장 높은 지점은 검덕산(2,151m)이다. 주요 강으로는 단천남대천이 있다. 이름과 달리 허천강은 허천군을 흐르지 않지만, 허천강의 물을 단천남대천으로 끌여들이는 발전소가 있다. 전체 면적의 90%가 산림이다.
북쪽으로 량강도 갑산군, 동쪽으로 단천시, 서쪽으로 덕성군, 량강도 풍서군·김형권군과 접한다.

## 역사
허천군은 1952년 12월의 북한의 행정구역 재편에 의해서 신설된 군이다. 당시의 함경남도 단천군 수하면과 풍산군 천남면이 병합되어 허천군(1읍 23리)이 신설되었다. 당시의 풍산군 천남면은 1914년 이전에는 갑산군에 속했다.

## 산업
광업·임업이 활발하다. 또 허천강 수력 발전소가 있다. 구리, 철광석, 납, 아연이 매장되어있다. 농작물로는 옥수수, 콩, 감자가 재배되지만 산지 지형으로 농업을 하기에 어렵다.

## 교통
- 허천선
- 만덕선

## 행정 구역
1읍 5구 17리로 구성된다.
- 허천읍 (虛川邑)
- 상농로동자구 (上農勞動者區)
- 룡원로동자구 (龍源勞動者區)
- 만덕로동자구 (滿德勞動者區)
- 신흥로동자구 (新興勞動者區)
- 상산로동자구 (上山勞動者區)
- 운승리 (雲承里)
- 하농리 (下農里)
- 중평리 (仲坪里)
- 은흥리 (銀興里)
- 황곡리 (黃谷里)
- 수의리 (守義里)
- 장평리 (長坪里)
- 통흥리 (通興里)
- 금창리 (金倉里)
- 와포리 (瓦浦里)
- 슬암리 (瑟岩里)
- 상남리 (上南里)
- 황명리 (黃明里)
- 신평리 (新坪里)
- 양음평리 (陽陰坪里)
- 사탑리 (寺塔里)
- 화장리 (樺庄里)

## 같이 보기
- 조선민주주의인민공화국의 지리
- 조선민주주의인민공화국의 행정 구역